# Lysandra semiceronus
Lysandra semiceronus är en fjärilsart som beskrevs av Tutt 1909. Lysandra semiceronus ingår i släktet Lysandra och familjen juvelvingar. Inga underarter finns listade i Catalogue of Life.